# Ulf Löfgren

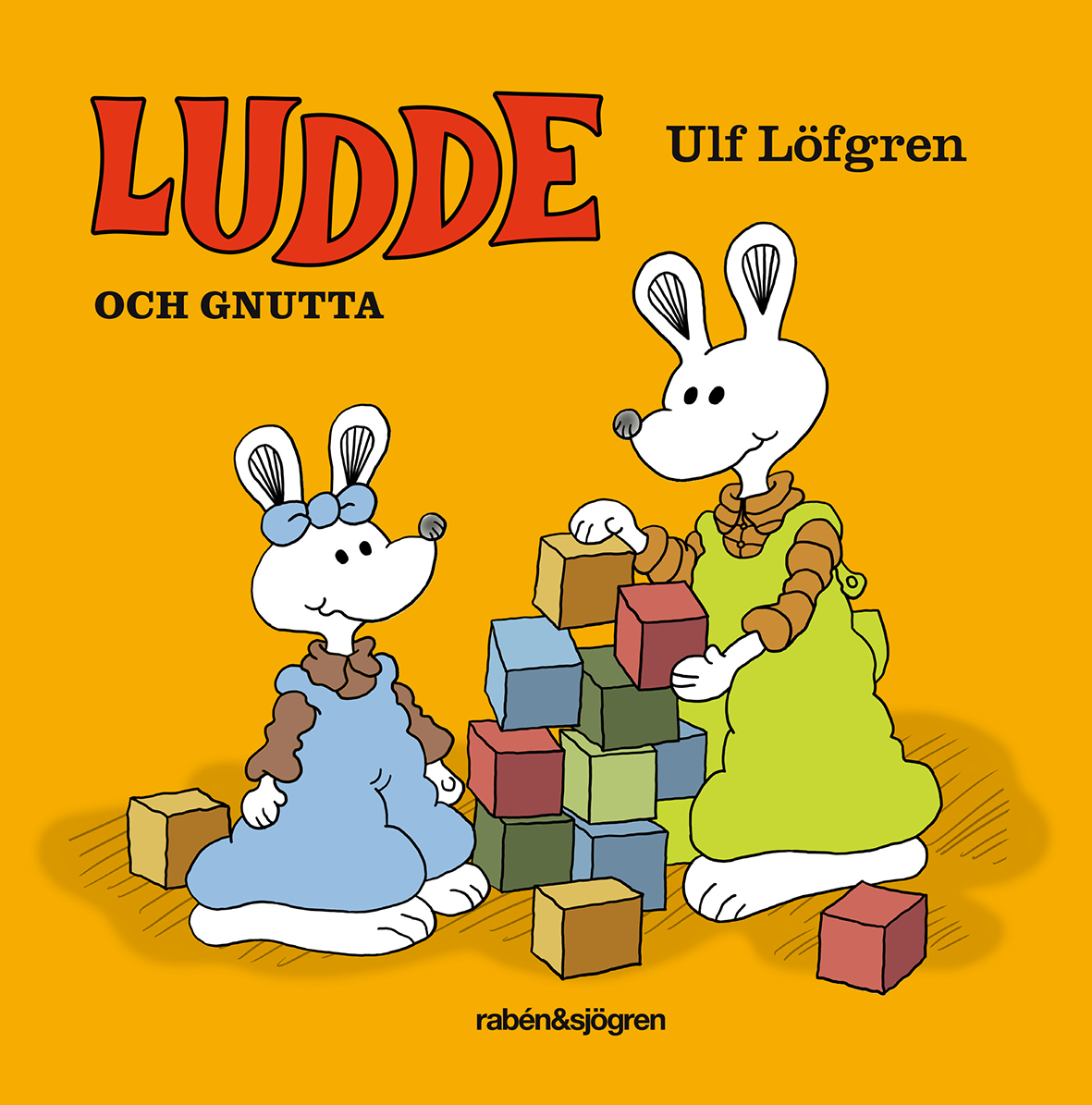
Ludde och Gnutta

Ulf Löfgren, född 13 oktober 1931 i Umeå, död 10 oktober 2011, var en svensk illustratör och författare.

## Biografi
Ulf Löfgren studerade bland annat litteraturhistoria och konsthistoria vid Uppsala universitet och tog en fil kand-examen 1957. Därefter studerade han grafisk design och reklam på Marknadskommunikationslinjen IHR 1957–1958. År 1959 debuterade han som illustratör, med bilder till Leif Krantz Barnen i djungeln och tilldelades året därpå Elsa Beskow-plaketten för detta., och har bland annat skapat det svenska barnprogrammet Pellepennan och Suddagumman tillsammans med Gunnel Linde. Han gjorde både text och bilder i barnböcker, som översattes till ett tjugotal språk. Mest kända är bokserierna om Ludde för tre-femåringar och om Albin. Han har också gjort bokomslag till skönlitteratur, läroböcker och andra böcker, framför allt på 1950-talet före utgivningen av barnböcker. Ulf Löfgrens teckningar har detaljrikedom och är dekorativa.
Ulf Löfgren var ordförande i Föreningen Svenska Tecknare 1971–1974 och vice ordförande i Barn- och ungdomsboksrådet 1982–1989. Löfgren finns representerad vid bland annat Nationalmuseum i Stockholm.
| ”               | Löfgrens stil förändrades genom åren men kärnan i författarskapet – saga och fantasi, humor, detaljrikedom och en omsorgsfull penselföring – bevarades genom alla genrer och tekniker som han provade på. | „ |
| – Åsa Warnqvist | |   |

## Priser och utmärkelser
- 1960 - Elsa Beskow-plaketten[5]
- Plaketter vid Biennal of Illustrations, Bratislava 1971, 1973 och 1975
- Grand Prix, Biennal of Illustrations i Bratislava 1977 (för boken Harlekin)
- 1991 – Knut V. Pettersson-stipendiet